# Saab 9-5
Saab 9-5 – samochód osobowy klasy wyższej-średniej produkowany przez szwedzką markę Saab w latach 1997 – 2012.

## Pierwsza generacja

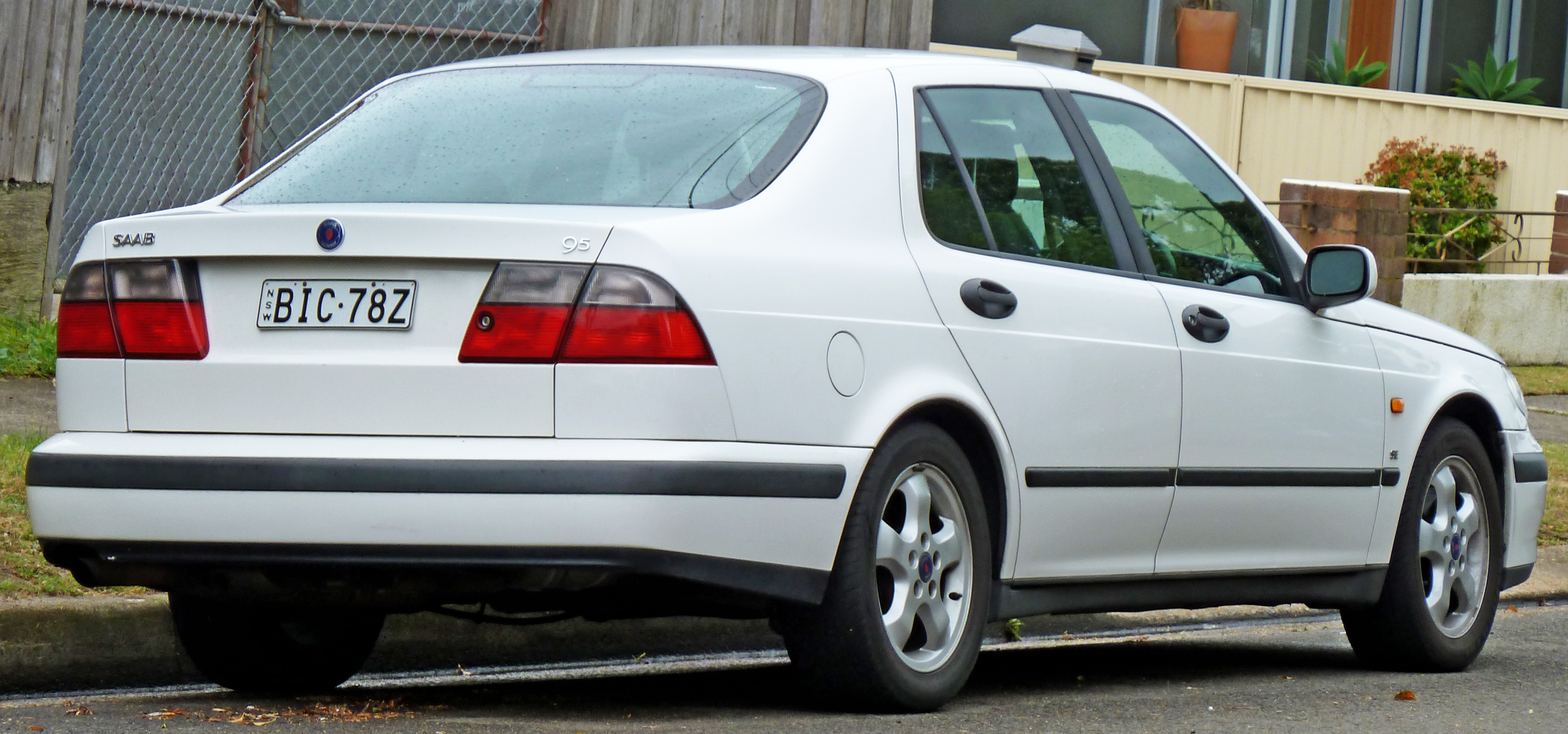
Saab 9-5 I - tył

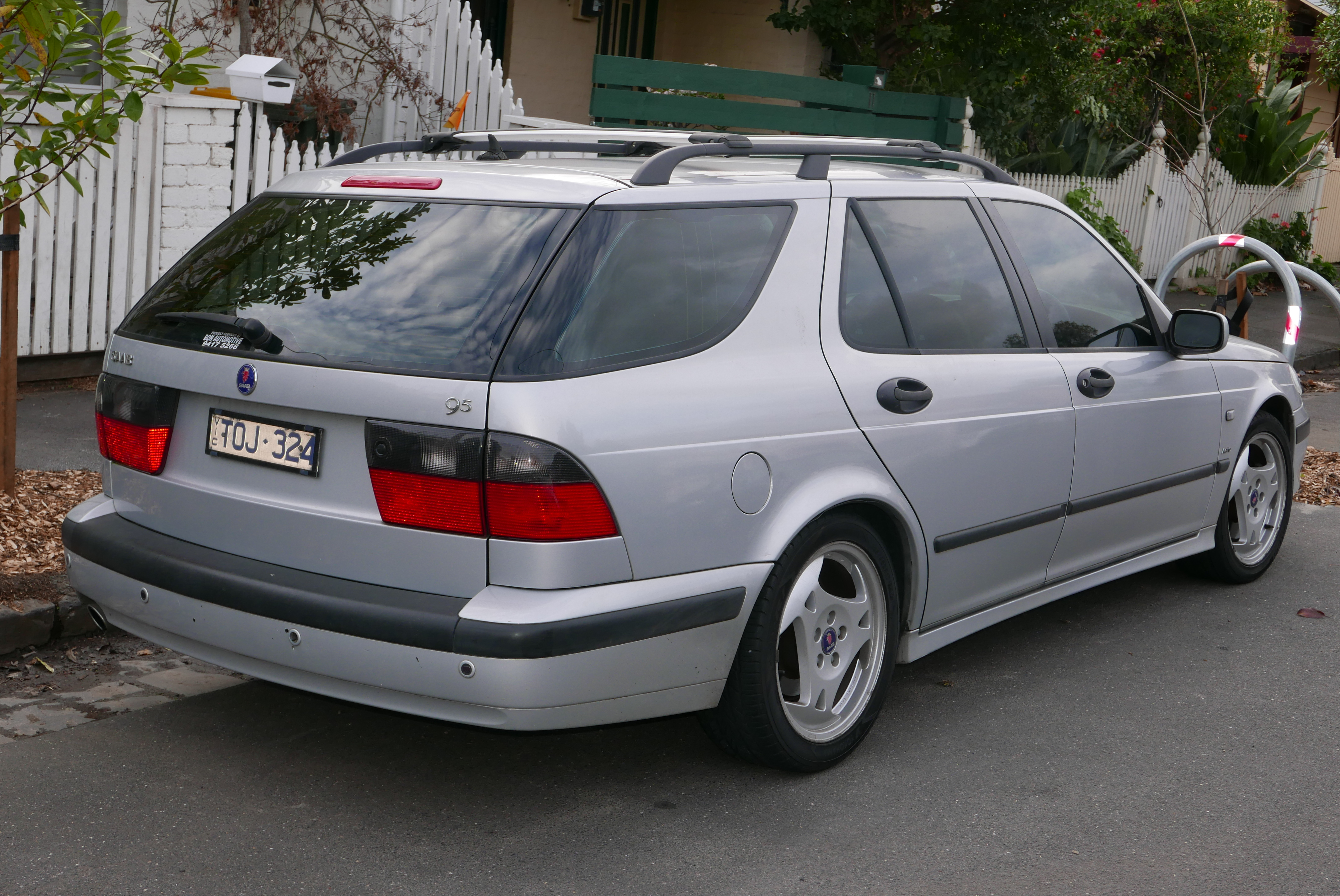
Saab 9-5 I Kombi

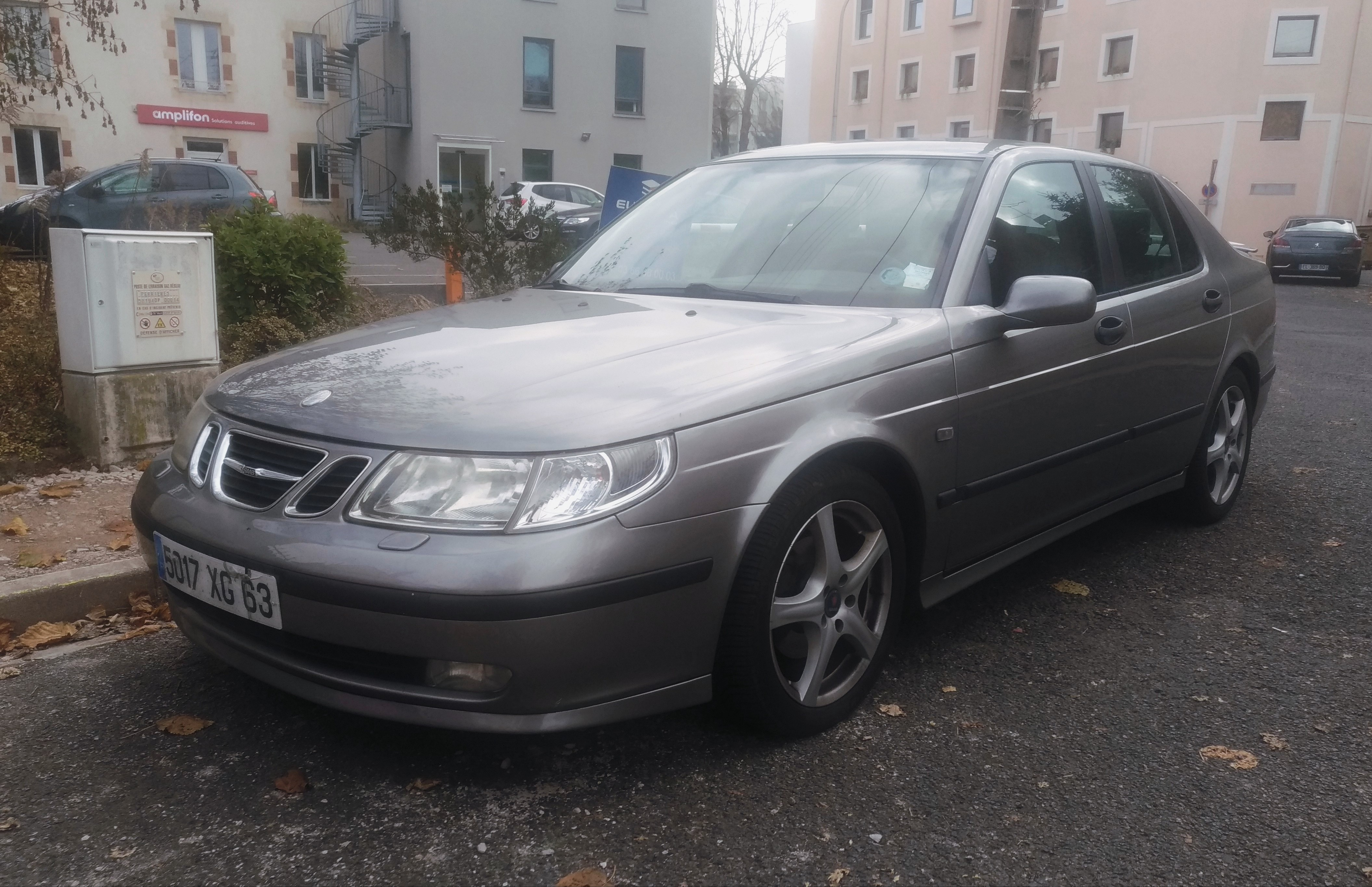
Saab 9-5 I po pierwszym liftingu

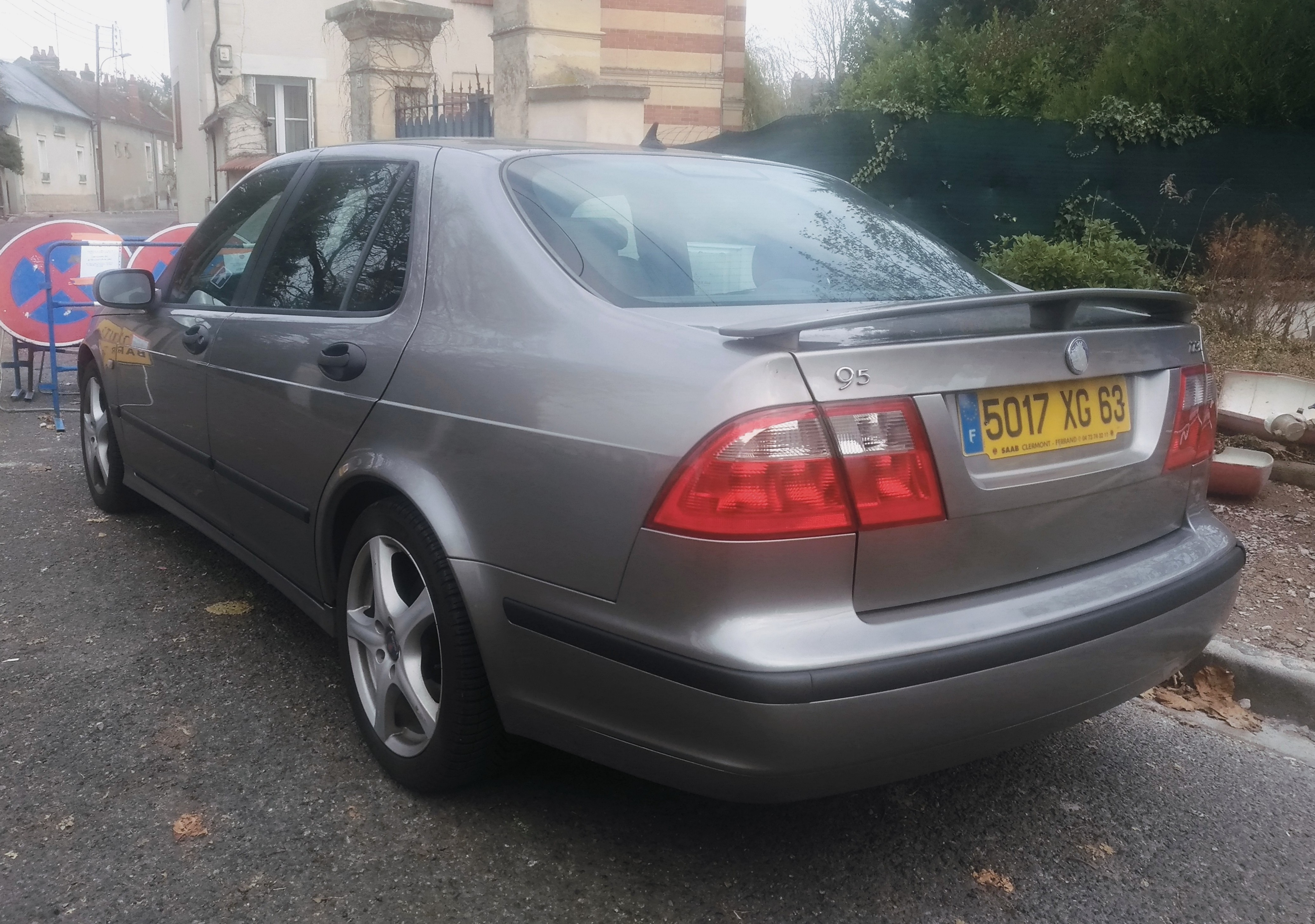
Saab 9-5 I - tył po pierwszym liftingu

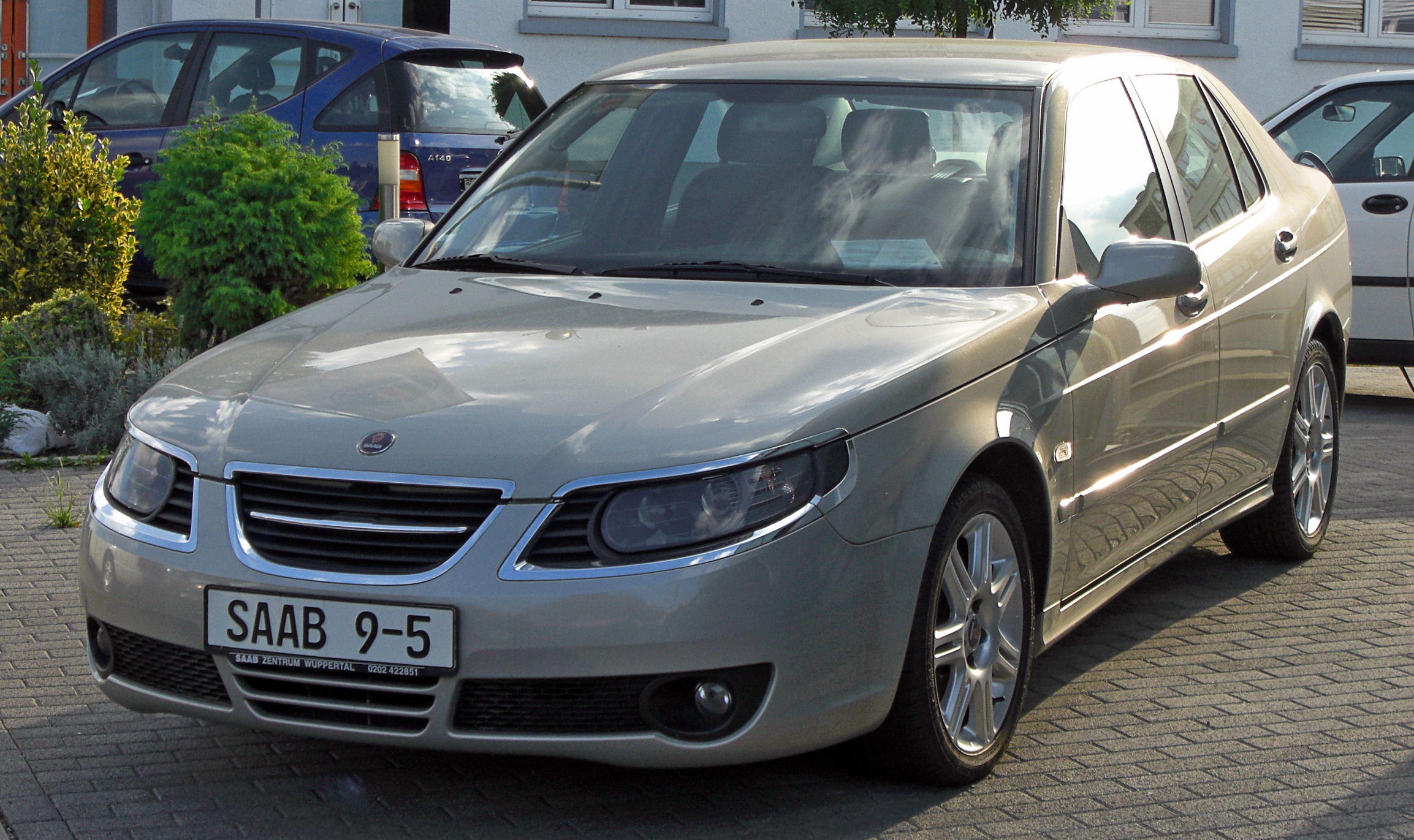
Saab 9-5 I po drugim liftingu

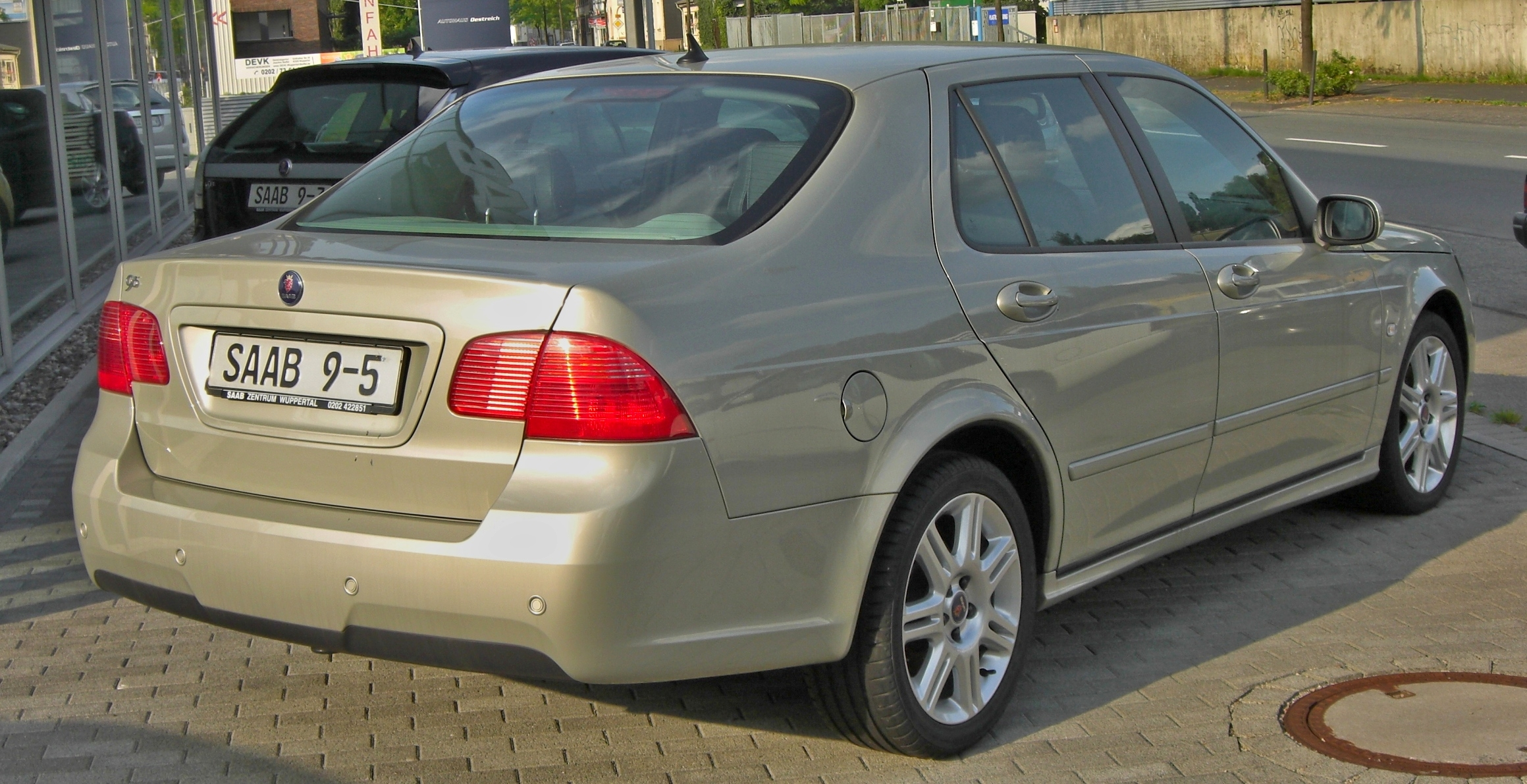
Saab 9-5 I - tył po drugim liftingu

Saab 9-5 I został po raz pierwszy zaprezentowany w 1997 roku.
Samochód otrzymał kod fabryczny  YS3E pojazdu została opracowana na płycie podłogowej amerykańskiego koncernu General Motors o symbolu GM2900, która znana była z modelu Opel Vectra B, a wykorzystana także w modelach Saab 900 NG, Saab 9-3 I oraz Opel Vectra A i Opel Calibra. Premiera Saaba 9-5 Aero kombi w 2000 roku miała miejsce w okolicach kurortu narciarskiego Nowy Meksyk w Górach Skalistych w Stanach Zjednoczonych
Współczynnik oporu powietrza wersji sedan wynosi 0,29, a kombi 0,31 (wersja amerykańska 0,33). Wnętrze pojazdu zostało podporządkowane wyłącznie kierowcy. Auto otrzymało charakterystyczną, zwróconą ku kierowcy deskę rozdzielczą w której widać najwięcej odwołań do samolotów, które inspirowały projektantów pojazdu (producent posiada historię lotniczą – Saab Group), a także charakterystyczne miejsce ulokowania kluczyka do stacyjki, który umieszczono pomiędzy przednimi fotelami. Kontrolka niezapiętych pasów bezpieczeństwa została umieszczona na podsufitce, a przyciskiem Night Panel umieszczonym pod wyświetlaczem komputera pokładowego (SID) wyłączyć można podświetlenie całej deski rozdzielczej oprócz prędkościomierza, który podzielony jest asymetrycznie, dzięki czemu wydaje się, że do 140 km/h pojazd przyśpiesza bardziej dynamicznie niż powyżej 140 km/h. Jest to nawiązanie do myśliwców bojowych. Bardzo wysoki poziom bezpieczeństwa pojazdu został udowodniony dzięki testom Euro NCAP z których zdjęcia testu zderzeniowego Saaba 9-5 obiegły cały świat. Auto otrzymało wówczas 4 gwiazdki na 4 możliwe (w 1999 roku wprowadzono możliwych 5 gwiazdek).
W 1998 roku zaprezentowano odmianę kombi, która została wyposażona w wycieraczkę tylnej szyby z dyszą wylotową spryskiwacza umożliwiającą efektywne rozpylanie płynu przy prędkości 200 km/h. W 2001 roku auto przeszło delikatny face lifting. Wprowadzono m.in. nowy przedni zderzak zintegrowany z grillem, lampy przednie z plastikowymi kloszami (pojawiły się również w wersji ksenonowej), a także zmieniony tylny zderzak, klosze lamp oraz plastikową wkładkę wokół tablicy rejestracyjnej. Do standardowego wyposażenia przy okazji liftingu dodano system ESP. Wraz z liftingiem wprowadzono do gamy silników dwa nowe silniki wysokoprężne produkcji General Motors oraz Isuzu. Pod koniec 2002 roku zaprezentowano model na rok 2003. Do standardowego wyposażenia pojazdu włączono m.in. klimatyzację automatyczną, elektrycznie sterowane szyby oraz lusterka boczne, system ABS, aktywne zagłówki chroniące przed urazami kręgosłupa szyjnego, autoalarm z immobilizerem oraz aluminiowe felgi i elektrycznie sterowane lusterka boczne z funkcją automatycznego składania, ułatwiającą parkowanie oraz funkcją samoczynnego ściemniania (także w lusterku wewnętrznym). Wprowadzono także system manualnego przełączania biegów Saab Sentronic przy pomocy przycisków w kole kierownicy, który jest wyposażenie standardowym wszystkich wersji samochodu z 5-biegową automatyczną skrzynią biegów z wyjątkiem wersji z silnikiem wysokoprężnym 2.2 TiD.
W 2003 roku podczas targów motoryzacyjnych we Frankfurcie zaprezentowano model na rok 2004. Auto otrzymało zmiany stylizacyjne najdroższych w gamie wersji 9-5 Aero (zderzaki, czarny matowy grill, inaczej wyprofilowano progi drzwi oraz zastosowano 17-calowe aluminiowe felgi), wprowadzono nowy turbodoładowany silnik benzynowy o pojemności 2.3 l i mocy 220 KM do odmian Linear, Arc oraz Vector; a także zastosowano nowy wystrój wnętrza oraz dodano do wyposażenia funkcję przypominającą o zapięciu pasów bezpieczeństwa.
Od 1997 do 2010 roku wyprodukowano łącznie 483 593 egzemplarze pierwszej generacji pojazdu.

### Drugi lifting
9-5 I po liftingu został zaprezentowany podczas targów motoryzacyjnych we Frankfurcie w 2005 roku.
W stosunku do wersji produkowanej w latach 1997–2005 zmianom uległ pas przedni samochodu, który przypomina koncept 9-X z 2001 roku. Zmieniono m.in. przednie reflektory, atrapę chłodnicy, zderzaki oraz tylne lampy. We wnętrzu pojazdu zmieniony został m.in. panel centralny deski rozdzielczej, kierownica oraz boczki drzwi, a także materiały z których zostało ono wykonane.
Przy okazji gruntownej modernizacji pojazdu wprowadzono napędzany bioetanolem benzynowy silnik BioPower o pojemności 2 l o mocy 180 KM. W 2006 roku zaprezentowano model Aero BioPower Concept, który zasilany był bioetanolem. Silnik rozwijał moc 310 KM przy pojemności skokowej 2,3 l.
W 2009 roku chiński Beijing Auto kupił od Saaba prawa do produkcji II generacji modelu 9-5 z 2005 roku. Produkcyjna wersja auta produkowana jest jako BAIC C71.

### Wersje wyposażeniowe[16]
- S
- SE
- Linear
- Arc
- Vector
- Griffin
- Aero
- Troll E
- Troll R

W zależności od rocznika oraz wersji pojazdu, samochód wyposażony może być m.in. w system ABS, ESP, układ antypoślizgowy TCS, poduszki powietrzne (minimum 1 poduszka powietrzna oraz boczne poduszki przy przednich fotelach), napinacze pasów bezpieczeństwa, ISOFIX, elektryczne sterowanie szyb, elektryczne sterowanie lusterek z funkcją podgrzewania i składania, elektryczne sterowanie szyberdachu, elektryczne sterowanie fotela kierowcy w 6 płaszczyznach z funkcją pamięci, podgrzewane i wentylowane fotele, a także poduszki tylnej kanapy, klimatyzację, system nawigacji satelitarnej z oprogramowaniem z płyt DVD wyposażony w 7-calowy wyświetlacz zintegrowany w konsoli centralnej, skórzaną tapicerkę, układ spryskiwaczy reflektorów przednich, reflektory ksenonowe, czujniki cofania, tempomat, automatyczne reflektory oraz wycieraczki przedniej szyby, alarm antywłamaniowy z czujnikiem tłuczonego szkła oraz czujnikiem ruchu, wskaźnik ciśnienia doładowania, komputer podróżny SID, system audio dostępny w trzech wersjach: Popular, Premium i Prestige. Wersja Popular składa się z radia oraz odtwarzacza CD i 4 głośników, a wersje Premium i Prestige: radia, odtwarzacza CD i odtwarzacza kasetowego. Wersja Premium posiada 7 głośników, a wersja Prestige 9. Opcjonalnie wyposażyć można było system audio w zmieniarkę płyt CD oraz instalację telefonu komórkowego.

### Wersje wyposażeniowe (2005–2009)
- Griffin
- Aero
- Vector
- Arc
- Linear
- Anniversary Edition

Standardowe wyposażenie pojazdu obejmuje m.in. elektryczne sterowanie szyb oraz elektryczne sterowanie lusterek, system ABS z EBD i ESP, komputer pokładowy SID, klimatyzację automatyczną, radioodtwarzacz CD/MP3, aktywne zagłówki chroniące przed urazami kręgosłupa szyjnego, dwie przednie i dwie boczne poduszki powietrzne, system ISOFIX, immobilizer, Follow me Home.
Opcjonalnie pojazd wyposażyć można było m.in. w elektryczną regulację foteli z funkcją pamięci ustawień kierowcy, elektrycznie składane lusterka zewnętrzne, lusterko wsteczne z funkcją przeciwodblaskową, blokadę antywłamaniową z alarmem w którego w skład wchodzą m.in. czujnik tłuczonego szkła oraz czujnik przechyłu, a także m.in. w elektrycznie ogrzewane i wentylowane przednie fotele, elektrycznie ogrzewaną tylną kanapę, elektryczny ogrzewacz silnika oraz paliwa, wielofunkcyjną kierownicę, system audio ze zmieniarkę płyt CD oraz wejściem AUX (Premium 70 Sound System – 4 głośniki, Premium 150 Sound System – 7 głośników, Harman Kardon Sound System – 9 głośników) oraz możliwością instalacji telefonu komórkowego, popielniczki i zapalniczkę, tempomat, światła przeciwmgłowe, czujniki parkowania oraz automatyczny układ kontroli ciśnienia w oponach.

### Silniki
| Silnik                | Pojemność skokowa [cm³] | Typ silnika        | Moc maksymalna [[[Koń mechaniczny\|KM]]] przy obr./min | Maks. moment obrotowy [[[Niutonometr\|Nm]]] przy obr./min | Przyspieszenie 0–100 km/h [s] | Prędkość maks. [km/h] |                    |                    |                    |
| Silniki benzynowe:    | Silniki benzynowe:      | Silniki benzynowe: | Silniki benzynowe:                                     | Silniki benzynowe:                                        | Silniki benzynowe:            | Silniki benzynowe:    | Silniki benzynowe: | Silniki benzynowe: | Silniki benzynowe: |
| --------------------- | ----------------------- | ------------------ | ------------------------------------------------------ | --------------------------------------------------------- | ----------------------------- | --------------------- | ------------------ | ------------------ | ------------------ |
| 2.0 t SE              | 1985                    | R4                 | 150/5500                                               | 215                                                       | 11,6                          | 210                   |                    |                    |                    |
| 2.0 t                 | 1985                    | R4                 | 150/5500                                               | 240                                                       | 9,8                           | 215                   |                    |                    |                    |
| 2.0 T 16V             | 1985                    | R4                 | 185/5500                                               | 263                                                       | 8,3 automat: 9,5              | 230 automat: 225      |                    |                    |                    |
| 2.3 i t               | 2290                    | R4                 | 170/5500                                               | 280                                                       | 8,7 automat: 9,9              | 225 automat: 220      |                    |                    |                    |
| 2.3 i t SE            | 2290                    | R4                 | 170/5500                                               | 280                                                       | 9,9                           | 220                   |                    |                    |                    |
| 2.3 t                 | 2290                    | R4                 | 185/5500                                               | 280                                                       | 9,4                           | 225                   |                    |                    |                    |
| 2.3 T                 | 2290                    | R4                 | 220/5500                                               |                                                           |                               |                       |                    |                    |                    |
| 2.3 T                 | 2290                    | R4                 | 230/5500                                               | 350                                                       | 6,9 automat: 7,3              | 240                   |                    |                    |                    |
| 2.3 T 16V Aero        | 2290                    | R4                 | 250/5300                                               | 350                                                       | 6,9 automat: 7,2              | 250                   |                    |                    |                    |
| 2.3 T Performance     | 2290                    | R4                 | 305                                                    | 420                                                       | b.d. automat: b.d.            | b.d.                  |                    |                    |                    |
| 3.0 i V6 24V          | 2962                    | V6                 | 200/5000                                               | 310                                                       | – automat: 8,0                | 235                   |                    |                    |                    |
| Silniki wysokoprężne: |                         |                    |                                                        |                                                           |                               |                       |                    |                    |                    |
| 2.2 TiD               | 2172                    | R4 SOHC            | 120/4300                                               | 280                                                       | 11,0 automat: 13,0            | 200 automat: 195      |                    |                    |                    |
| 3.0 TiD               | 2959                    | V6                 | 176/4400                                               | 350                                                       | 9,3                           | 215                   |                    |                    |                    |

Od początku Saab 9-5 oferowany był tylko z jednostkami doładowanymi. Początkowa oferta, do 1999 roku, obejmowała trzy wersje: 2.0 T (1985 cm³) – 150 KM, 2.3 T (2290 cm³) – 170 KM i 3.0 T (2962 cm³) – 200 KM. Z czasem pojawiły się wersje silników Diesla, najpierw V6 3.0 TiD o mocy 176 KM, potem R4 2.2 TiD generujący 120 KM. W 2000 roku pojawił się mocniejszy silnik od 2.3 T 170 KM – 2.3 T 230 KM. Jednostka benzynowa B308 – 3.0 T V6 była, zaprojektowaną przez Saaba, doładowaną wersją silnika wolnossącego firmy Opel, generującego 211 KM. Oferowana była tylko ze skrzynią automatyczną w latach 1999–2003. Silnik miał pierwszy na świecie asymetryczny system zasilania turbiny z jednej głowicy, dzięki czemu zlikwidowano turbodziurę. Dostępny był w wyższych wersjach wyposażenia. W 2004 roku 3.0 t zastąpiono mocniejszymi wersjami silnika 2.3 T o mocy 220 KM oraz w wersji AERO – 250 KM. Zmieniono także moc wersji 2.3 T ze 170 na 185 KM. W limitowanej serii pojawił się model SportCombi Performance z silnikiem 2.3 T o mocy 305 KM, stając się tym samym najmocniejszym samochodem przednionapędowym produkowanym seryjnie w ostatnich latach.

### Silniki (2005–2009)
| Silnik                   | Pojemność skokowa [cm³] | Typ silnika        | Moc maksymalna [KM] przy obr./min | Przyspieszenie 0–100 km/h [s] | Prędkość maks. [km/h] |                    |                    |                    |                    |
| Silniki benzynowe:       | Silniki benzynowe:      | Silniki benzynowe: | Silniki benzynowe:                | Silniki benzynowe:            | Silniki benzynowe:    | Silniki benzynowe: | Silniki benzynowe: | Silniki benzynowe: | Silniki benzynowe: |
| ------------------------ | ----------------------- | ------------------ | --------------------------------- | ----------------------------- | --------------------- | ------------------ | ------------------ | ------------------ | ------------------ |
| 2.0 Biopower             | 1985                    | R4                 | 180/5500                          | 8,5                           | 225                   |                    |                    |                    |                    |
| 2.0 t                    | 1985                    | R4                 | 150/5500                          | 9,8 automat: 11,6             | 215 automat: 210      |                    |                    |                    |                    |
| 2.0 T Biopower Sentronic | 1985                    | R4                 | 175/5500                          | automat 9,6                   | automat: 220          |                    |                    |                    |                    |
| 2.3 Biopower             | 2290                    | R4                 | 210/5500                          | 7,9 automat: 9,1              | 235 automat: 230      |                    |                    |                    |                    |
| 2.3 t                    | 2290                    | R4                 | 185/5500                          | 8,3 automat: 9,5              | 230 automat: 225      |                    |                    |                    |                    |
| 2.3 T                    | 2290                    | R4                 | 220/5500                          |                               |                       |                    |                    |                    |                    |
| 2.3 TS Aero              | 2290                    | R4                 | 260/5500                          | 6,9 automat: 8,2              | 250                   |                    |                    |                    |                    |
| 2.3 Hirsch               | 2290                    | R4                 | 296/5300                          | 6,3                           | b.d.                  |                    |                    |                    |                    |
| Silniki wysokoprężne:    |                         |                    |                                   |                               |                       |                    |                    |                    |                    |
| 1.9 TiDS                 | 1910                    | R4                 | 150/4000                          | 10,1                          | 205                   |                    |                    |                    |                    |

#### Wersje specjalne
- Celebrity – wersja limitowana przygotowana z okazji wzięcia udziału modelu 9-5 w filmie Woodego Allena pt. Celebrity zaprezentowana w styczniu 1999 roku[19].
- Gary Fischer Edition (2000) – Wersja powstała w ramach współpracy marketingowej Saaba z producentem rowerów wysokiej klasy, firmą Gary Fischer z którą Saab sponsorował drużynę rowerową Gary Fisher Saab Mountain Bike Race Team. Wyposażenie tej wersji obejmuje specjalnie zaprojektowane 17-calowe obręcze kół ze stopów lekkich z oponami Michelin 225/4 R17, zestaw listew pod zderzakami i z boków nadwozia, bagażnik dachowy z uchwytami na rower i narty oraz rower Gary Fisher. Wyprodukowano 650 egzemplarzy Saaba 9-5 Gary Fisher Edition, jedynie w kolorach srebrnym i czarnym[20]
- Série limitée – wersja limitowana powstała w liczbie 240 egzemplarzy bazujących na wersji sedan oraz kombi wyposażonych w wysokoprężny silnik V6 o pojemności 3 l przeznaczonych na rynek francuski zaprezentowana w czerwcu 2003 roku[21].
- Nordic – wersja limitowana powstała w 2004 roku specjalnie na rynek belgijski[22].
- Hirsch Performance – wersja tuningowana przez nadwornego tunera marki Saab – Hirsch. Pakiet podwyższa moc silnika Aero z 250 do 305 KM i moment obrotowy z 350 do 420 Nm. Samochód od podstawowej wersji wyróżnia się m.in. wypełnionym specjalną siatką wlotem powietrza, zderzakiem ze zintegrowanym spojlerem, zmienionym tylnym zderzakiem oraz dodano ozdobne nakładki progów i 18-calowe alufelgi. We wnętrzu zastosowano skórzaną sportową kierownicę z zamszowymi wstawkami w drzwiach i fotelach[23].
- Performance – wersja limitowana powstała wyłącznie w nadwoziu kombi wyposażona w silnik 2.3 T o mocy 305 KM

### Modyfikacje
- karawan stworzony przez brytyjską firmę Coleman-Milne[24]
- limuzyna, którą podróżował m.in. konsul Iranu w Wielkiej Brytanii[25]
- autolaweta[26]
- Follow Me służący jako pojazd pomagający pracy pilotów na lotniskach m.in. w Gdańsku. Auto wyróżnia się m.in. wysuwanym w trakcie jazdy piątym kołem, które służyło do badania odpowiednich współczynników pasa startowego po którym przemieszczał się samochód[27]
- Na bazie pojazdu powstała także m.in. limuzyna stworzona przez brytyjską firmę Coleman Milne[28]

## Druga generacja

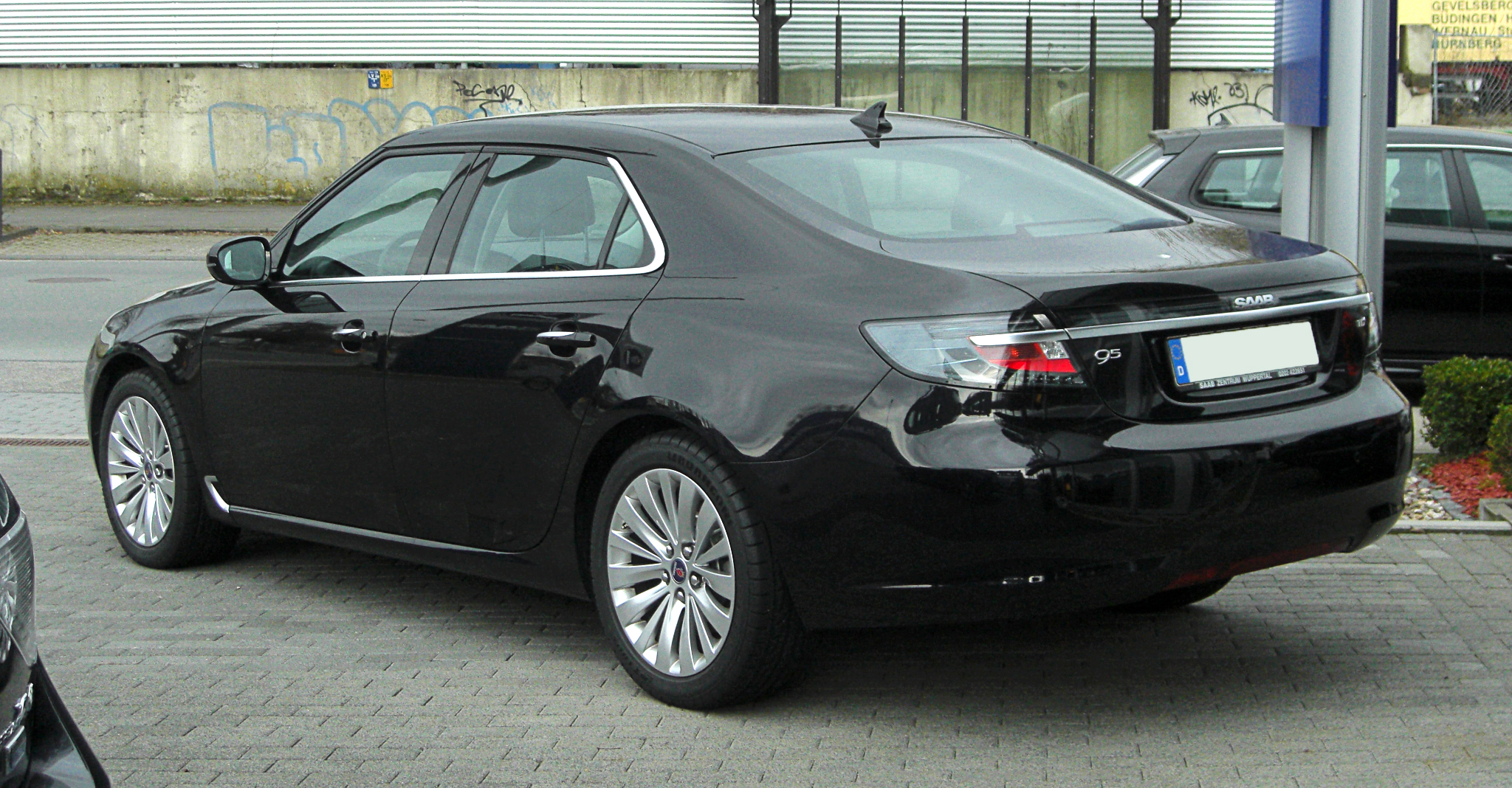
Saab 9-5 – tył

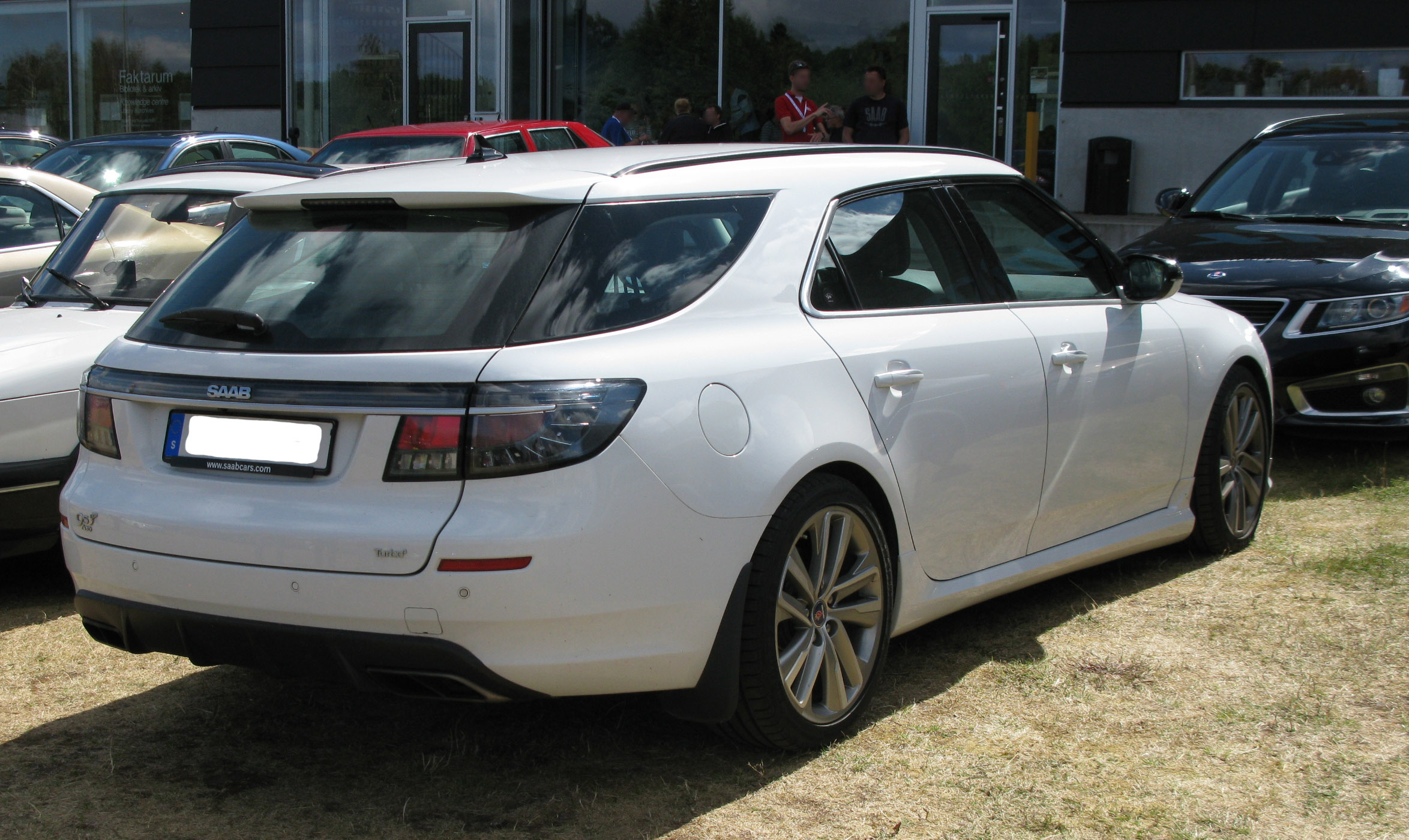
Saab 9-5 II Kombi

Saab 9-5 II został po raz pierwszy zaprezentowany podczas targów motoryzacyjnych we Frankfurcie w 2009 roku.
Konstrukcyjnie auto zostało zbudowane na przedłużonej płycie podłogowej koncernu General Motors o nazwie Epsilon 2, na której powstał m.in. Opel Insignia. Zaprojektowano ją w ośrodku konstrukcyjnym Saaba w Trollhättan. Samochód nie ma nic wspólnego z pierwszą generacją pojazdu. Wygląd nawiązuje do prototypowego modelu Aero-X. Charakteryzuje się masywną stylistyką, szczególnie w tylnej części pojazdu. Tył samochodu otrzymał charakterystyczne tylne reflektory wykorzystujące technologię LED połączone wspólnym, cienkim pasem dwóch neonów. Zegary pojazdu stylizowane są w tematyce lotniczej. Z przodu pojazdu zastosowano charakterystyczne duże reflektory w kształcie brył lodu wyposażone w światła do jazdy dziennej wykonane w technologii LED. Stacyjkę podobnie jak w poprzedniej generacji umieszczono pomiędzy przednimi fotelami przy dźwigni zmiany biegów.
W 2011 roku podczas targów motoryzacyjnych w Genewie zaprezentowano prototyp wersji kombi. Produkcję pojazdu zakończono w 2012 roku z powodu upadłości producenta. Zdarzenie to pokrzyżowało plany produkcji wersji SportCombi, której powstały 33 prototypowe egzemplarze. Po długim procesie homologacji, której Saab nie zdążył ukończyć, większość pojazdów udało się zarejestrować. Właściciele wylicytowanych wersji SportCombi otrzymali homologację głównie na terenie Niemiec, a następnie musieli starać się o zarejestrowanie pojazdów na terenie swoich państw. Jeden egzemplarz auta umieszczono w muzeum Saaba. Model był jednym z najkrócej produkowanych samochodów w historii.
Wersja SportCombi nawiązuje stylistycznie m.in. poprzez linię szyb do poprzedniej generacji modelu. Nadwozie kombi otrzymało elektrycznie otwieraną klapę bagażnika z możliwością regulacji wysokości podnoszenia.

### Wersje wyposażeniowe
- Linear
- Vector
- Aero

Standardowe wyposażenie pojazdu obejmuje m.in. wyświetlanie informacji na szybie (pilot HUD), adaptacyjne oświetlenie, system ABS, adaptacyjny układ ESP, adaptacyjne podwozie Saab DriveSense z kontrolą tłumienia w czasie rzeczywistym, otwieranie i uruchamianie bez kluczyka, trzystrefową klimatyzację, elektryczne sterowanie szyb, elektryczne sterowanie lusterek, elektrycznie regulowane fotele przednie z możliwością regulacji podparcia lędźwiowego i wysokości fotela oraz dynamiczne wspomaganie parkowania, system rozpoznawania znaków drogowych, system ostrzegania o zmianie pasa ruchu, aktywne zagłówki oraz układ wykrywający ryzyko dachowania, a także system audio Premium wyposażony w 9-głośników, radioodbiornik z odtwarzaczem CD/MP3 oraz złączem AUX i USB. W wersji kombi standardowe wyposażenie obejmuje m.in. elektrycznie otwieraną i zamykaną klapę bagażnika za pomocą przycisku na desce rozdzielczej, na kluczyku lub „maty dotykowej” znajdującej się nad tylną tablicą rejestracyjną z możliwością zaprogramowania wysokości otwierania.
Opcjonalnie auto wyposażyć można było m.in. w system audio firmy Harman Kardon wyposażony w 11-głośników, system adaptacyjnego sterowania strumieniem świetlnym reflektorów biksenonowych (SmartBeam), który optymalizuje strumień światła w zależności od spotkanych na drodze warunków atmosferycznych oraz ruchu, nawigację satelitarną firmy Panasonic z 8-calowym ekranem dotykowym i wewnętrznym dyskiem twardym o pojemności 10 GB, system łączności z telefonem Bluetooth, tuner cyfrowy DAB, dwa 8-calowe monitory umieszczone w zagłówkach przednich foteli, kluczyk typu „keyless entry”, środkowy zagłówek i tylne boczne poduszki powietrzne razem z tylnymi napinaczami pasów, skórzaną tapicerkę, system DVD i tempomat z systemem ostrzegania o ryzyku kolizji, a także przekładnię automatyczną z możliwością ręcznej zmiany biegów za pomocą łopatek umieszczonych przy kierownicy (Sentronic) i elektrycznie regulowane fotele przednie z regulowanym podparciem bocznym oraz długością siedziska oraz regulacją podparcia lędźwiowego i wysokości.

### Silniki
| Silnik                  | Pojemność skokowa [cm³] | Typ silnika        | Moc maksymalna [KM] przy obr./min | Maks. moment obrotowy [Nm] przy obr./min | Przyspieszenie 0–100 km/h [s] | Prędkość maks. [km/h] | Średnie zużycie paliwa [l/100km] |                    |                    |
| Silniki benzynowe:      | Silniki benzynowe:      | Silniki benzynowe: | Silniki benzynowe:                | Silniki benzynowe:                       | Silniki benzynowe:            | Silniki benzynowe:    | Silniki benzynowe:               | Silniki benzynowe: | Silniki benzynowe: |
| ----------------------- | ----------------------- | ------------------ | --------------------------------- | ---------------------------------------- | ----------------------------- | --------------------- | -------------------------------- | ------------------ | ------------------ |
| 1.6 Turbo4              | 1598                    | R4                 | 180/5500                          | 230/2200                                 | 9,5                           | 220                   | 7,6                              |                    |                    |
| 2.0 Turbo4              | 1998                    | R4                 | 220/5300                          | 350/2500                                 | 7,9 automat: 8,5              | 240 automat: 235      | 8,4 automat: 9,1                 |                    |                    |
| 2.0 Turbo4 BioPower     | 1998                    | R4                 | 220/5300                          | 350/2500                                 | 7,9 automat: 8,5              | 240 automat: 235      | 8,4 automat: 9,1                 |                    |                    |
| 2.0 Turbo4 XWD          | 1998                    | R4                 | 220/5300                          | 350/2500                                 | 7,9 automat: 8,0 automat: 8,8 | 230                   | 8,8 automat: 9,9                 |                    |                    |
| 2.0 Turbo4 BioPower XWD | 1998                    | R4                 | 220/5300                          | 350/2500                                 | 7,9 automat: 8,0 automat: 8,8 | 230                   | 8,8 automat: 9,9                 |                    |                    |
| 2.8 V6 Turbo XWD6       | 2792                    | V6                 | 300/5500                          | 400/2000                                 | 6,9                           | 250                   | 10,6                             |                    |                    |
| Silniki wysokoprężne:   |                         |                    |                                   |                                          |                               |                       |                                  |                    |                    |
| 2.0 TiD4                | 1956                    | R4                 | 160/4000                          | 350/1750                                 | 9,9 automat: 10,1             | 215 automat: 209      | 5,3 automat: 6,8                 |                    |                    |
| 2.0 TTiD4               | 1956                    | R4                 | 190/4000                          | 400/1750                                 | 9,1                           | 230                   | 6,1                              |                    |                    |
| 2.0 TTiD4 XWD           | 1956                    | R4                 | 190/4000                          | 400/1750                                 | 9,1                           | 230                   | 6,1                              |                    |                    |